# Kalifornijeve anorganske spojine
Kalifornij tvori binarne spojine – halide, okside, halidne komplekse, halkide in pniktide.

## Seznam
- Dikalifornijev dioksisulfid – Cf2O2S[2]
- Dikalifornijev trioksid – Cf2O3[3]
- Dikalifornijev disulfat – Cf2(SO4)3[4]
- Dikalifornijev trisulfid – Cf2S3[5]
- Heptakalifornijev dodekoksid – Cf7O12[2]
- Kalifornijev antimonid – CfSb[6]
- Kalifornijev arzenid – CfAs[6]
- Kalifornijev borat – CfBO3[7]
- Kalifornijev dibromid – CfBr2[8]
- Kalifornijev dijodid – CfI2[8]
- Kalifornijev diklorid – CfCl2[3]
- Kalifornijev dioksid – CfO2[3]
- Kalifornijev diselenid – CfSe2[2]
- Kalifornijev disulfid – CfS2[2]
- Kalifornijev ditelurid – CfTe2[2]
- Kalifornijev nitrid – CfN[6]
- Kalifornijev oksibromid – CfOBr[9]
- Kalifornijev oksid – CfO[2]
- Kalifornijev oksifluorid – CfOF[10]
- Kalifornijev oksijodid – CfOI[9]
- Kalifornijev oksiklorid – CfOCl[11]
- Kalifornijev tetrafluorid – CfF4[3]
- Kalifornijev tiocianat – C3CfN3S3[1]
- Kalifornijev tribromid – CfBr3[3]
- Kalifornijev trifluorid – CfF3[1]
- Kalifornijev trihidroksid – Cf(OH)3[1]
- Kalifornijev trijodod – CfI3[3]
- Kalifornijev triklorid – CfCl3[1]
- Kalifornijev trioksid – CfO3[11]
- Kalifornijev tritelurid – CfTe3[2]
- Cf4GdCl11[4]
- Cf4GdBr11[4]
- Cf2Zr2O7[4]